# Ricardo Mannetti
Ricardo Giovanni Mannetti, né le 24 avril 1975 à Windhoek, est un ancien footballeur international namibien.

## Biographie
International namibien, il participe à la CAN 1998, ce qui constitue la première participation du pays à cette compétition. Lors de ce tournoi, il joue deux matchs, inscrivant un but contre la Côte d'Ivoire (défaite 4-3).
De 2013 à mars 2015, puis depuis juillet 2015, il officie comme sélectionneur national de la Namibie. Il réussit à qualifier le pays CAN 2019, ce qui constituera la troisième participation de la Namibie à cette compétition, après 1998 et 2008.

### But en sélection
| But en sélection de Ricardo Mannetti | But en sélection de Ricardo Mannetti | But en sélection de Ricardo Mannetti | But en sélection de Ricardo Mannetti | But en sélection de Ricardo Mannetti | But en sélection de Ricardo Mannetti | But en sélection de Ricardo Mannetti |
|                                      | Date                                 | Lieu                                 | Adversaire                           | Score                                | Résultat                             | Compétition                          |
| ------------------------------------ | ------------------------------------ | ------------------------------------ | ------------------------------------ | ------------------------------------ | ------------------------------------ | ------------------------------------ |
| 1.                                   | 8 février 1998                       | Bobo-Dioulasso (Burkina Faso)        | Côte d'Ivoire                        | 2-3 (1 but à 70e)                    | 3-4                                  | CAN 1998 (1er tour)                  |

## Palmarès
En tant que joueur
- Championnat d'Afrique du Sud
  - Champion en 2001-2002

En tant qu'entraîneur
- Coupe de Namibie
  - Vainqueur en 2008
- Coupe COSAFA
  - Vainqueur en 2015